# پرز دهانی (ماهی)
پرزهای دهانی یا پاپیلا (به انگلیسی: Papilla) در انواع خاصی از ماهی‌ها، به‌ویژه سفره‌ماهی‌ها، کوسه‌ها و گربه‌ماهی‌ها، توده‌های کوچکی از بافت پوستی هستند که در دهان یافت می‌شوند، جایی که به‌طور یکنواخت روی زبان، کام و حلق پراکنده می‌شوند. آنها «کمی بالاتر از بافت پوششی چندلایه پیرامونی بیرون می‌آیند» و جوانه‌های چشایی ماهی «در امتداد تاج یا در نوک پرزها قرار دارند».
برخلاف انسان، ماهی‌ها زبان کوچکی دارند یا چیزی ندارند و آنهایی که چنین اندامی دارند، برای چشیدن از آن استفاده نمی‌کنند، بلکه صرفاً برای محافظت از دهان و دستکاری اشیاء درون آن استفاده می‌کنند؛ بنابراین، پرزهای دهانی ماهی و جوانه‌های چشایی که روی آنها یافت می‌شود، در سطوح درونی یا بیرونی دهان قرار دارند. به‌طور معمول، اینها در کف دهان یا روی لب بالایی یافت می‌شوند.